# Municipio de Center (condado de Beaver)
El municipio de Center (en inglés: Center Township) es un municipio ubicado en el condado de Beaver en el estado estadounidense de Pensilvania. En el año 2000 tenía una población de 11.492 habitantes y una densidad poblacional de 288.1 personas por km².

## Geografía
El municipio de Center se encuentra ubicado en las coordenadas 40°37′00″N 80°17′55″O / 40.61667, -80.29861.

## Demografía
Según la Oficina del Censo en 2000 los ingresos medios por hogar en la localidad eran de $50,071 y los ingresos medios por familia eran $58,796. Los hombres tenían unos ingresos medios de $40,495 frente a los $26,443 para las mujeres. La renta per cápita para la localidad era de $21,143. Alrededor del 4,6% de la población estaban por debajo del umbral de pobreza.